# Антонюк Данило Андрійович
Дани́ло Андрі́йович Антоню́к (нар. 4 липня 1968, Миколаїв) — український живописець, член Національної спілки художників України. Член міжнародного фонду «Культурне надбання». Член Молодіжного об'єднання МОО Національної спілки художників України (1996).

## Біографічні відомості
Народився Данило Андрійович Антонюк 4 липня 1968 року у місті Миколаїв (Миколаївська область). Закінчив курси художників-оформлювачів у 1985 році. Живе і працює у місті Миколаєві. Син українського живописця, Народного художника України Антонюка Андрія Даниловича та художниці Олени Червоненко.

### Сім'я
- Антонюк Андрій Данилович (1943—2013) — Народний художник України, батько;
- Червоненко Олена Олександрівна — художник України, мати.
- Чернікова Надія Єлисеївна (1916—2010) — заслужений художник Росії, член Спілки художників СРСР,
- Червоненко Олександр Никифорович (1912—1994) — художник, графік, член Спілки художників СРСР — батьки матері.

## Творчість
Перші роботи Д. Антонюка — продовження традицій І. Босха, С. Далі. Яскравий парафраз світової класики — його роботи за мотивами «Декамерона» Дж. Бокаччо, лірики Сааді, давньокримських легенд, міфів і ілюстрацій до творів Шолом-Алейхема.

## Твори
- «Врата»
- «Сквозь время»
- «Серебряный лотос»
- «Эллис Капет»
- «Дон Кихот»
- «Одиночество»
- «Ричард»
- «Ковчег»
- «Галеон Ваза»
- «Миллион лье под водой»
- «Мастерская»
- «Вавилон»
- «Мираж»
- «Мандрагора»
- «Архангел»
- «Попугай Морган»
- «Ворон»
- «НЕФ»
- «Диалог»
- «Чорний суддя»

## Участь у виставках
- 2001 — м. Миколаїв. Родинна виставка Антонюків.
- 2003 — м. Миколаїв. Родинна виставка Антонюків.
- 2009 — м. Миколаїв. Родинна виставка Антонюків.
- 2011, 4 травня. — м. Миколаїв. Виставка родини Ангтонюків «Ми — пам'ять…»
- 2012 — м. Миколаїв. Виставка Андрія та Данила Антонюків «Сльоза аркасового лева».
- 2016, 15 квітня — м. Миколаїв. «Сімейні цінності».
- 2016, 9 жовтня — м. Миколаїв. «Золоті пензлі Миколаєва».